# Brahmaea undulata
Brahmaea undulata är en fjärilsart som beskrevs av Bremer och William Grey 1853. Brahmaea undulata ingår i släktet Brahmaea och familjen Brahmaeidae. Inga underarter finns listade i Catalogue of Life.